# Осада Салоник (1422—1430)
Осада Салоник в 1422—1430 годах — осада города армией Османской империи во время правления султана Мурада II, завершившаяся захватом города.
С 1387 по 1403 год Салоники находились под османским контролем, но в 1402 году после поражения Баязида I в битве при Анкаре и последующего распада Османской империи византийский император вернул власть над городом. В 1422 году, после окончания Османского междуцарствия, Иоанн VIII Палеолог и Мануил II Палеолог поддержали Мустафу Челеби, претендента на османский трон. Победив и казнив Мустафу, султан Мурад II решил наказать византийцев и напал на Салоники. В сентябре 1423 года Андроник Палеолог, неспособный оборонять город, передал Салоники Венецианской республике. Венецианцы попытались договориться с Мурадом, чтобы тот признал город их владениями, но потерпели неудачу, поскольку Мурад считал венецианцев захватчиками, а город — своим по праву. Эти обстоятельства привели к османской блокаде Салоник, которая изредка сопровождалась прямыми атаками на город. Конфликт в основном протекал в виде блокады города и серии взаимных рейдов на территории друг друга на Балканах и Эгейских островах. Венецианцы неоднократно пытались оказать давление на Мурада, блокируя в Галлиполи переправу через Дарданеллы.
Блокада вскоре вызвала в городе голод, что привело к бегству из него жителей. Негативные последствия осады, неспособность Венеции снабжать и защищать город, нарушения обычного права, коррупция и незаконные спекуляции со стороны венецианских чиновников привели к формированию в городе партии сторонников сдачи города, которая быстро набирала вес. Епископ Симеон Солунский призывал свою паству к сопротивлению, однако к 1426 году большинство местных жителей было готово сдать город, чтобы избежать грабежей. Усилия Венеции по поиску союзников против османов также не увенчались успехом: другие региональные державы либо сами были противниками венецианцев, либо были побеждены османами.
После нескольких лет безрезультатных переговоров обе стороны готовились к решающему противостоянию. В марте 1430 года Венеция официально объявила войну османам, но консервативная торговая аристократия, управлявшая республикой, не была заинтересована в создании армии, достаточной для защиты Салоник. Мурад смог сосредоточить свои силы вокруг города и взял его штурмом 29 марта 1430 года. В результате лишений, вызванных осадой, и последующего разграбления город обезлюдел, его население уменьшилось с 40 тысяч человек до примерно 2 тысяч. В июле Венеция заключила мирный договор с султаном, признав новое положение дел. Салоники оставались под властью османов в течение следующих пяти веков, пока в 1912 году не стали частью Греческого королевства.

## Предыстория конфликта

Восточное Средиземноморье в период осады.

В XIV веке османские султаны постоянно расширяли территорию своего государства. Подчинив большую часть анатолийских бейликов и захватив Галлиполи в 1354 году, османы обосновались на Балканах. Христианские государства региона были слабы и разобщены, что позволило османам быстро их покорить. В 1369 году османам удалось захватить Адрианополь, третий по важности город Византийской империи после Константинополя и Салоник. Салоники, управляемые будущим византийским императором Мануилом II Палеологом, сами сдались в 1387 году после длительной осады (1383—1387) вместе с городами Христуполис и Хризополис.
Первоначально эти города получили полную автономию в обмен на уплату хараджа. Однако после смерти императора Иоанна V Палеолога в 1391 году Мануил II, бывший заложником при османском дворе, бежал в Константинополь, где был коронован как император, сменив отца. Султан Баязид I в ответ опустошил византийские территории, а затем захватил и разрушил Хризополис. Дука писал, что после Хризополиса Баязид направился к Салоникам. Возможно, город сопротивлялся, но недолго, поскольку Баязид проявил снисхождение к его жителям: Салоники сохранили свои институты, а христианское население и православная церковь — большую часть своего имущества. Салоники оставались под властью Османской империи до 1403 года, когда после битвы при Анкаре распавшаяся Османская империя вступила в период междуцарствия и гражданской войны между сыновьями Баязида. В это время император Мануил II принял сторону старшего сына Баязида, Сулеймана, в борьбе за трон Османской империи. По Галлипольскому договору за эту поддержку византийский император получил Салоники, часть полуострова Халкидики и прибрежную зону между реками Стримон и Пинейос.
Несмотря на восстановление византийского правления, отношения между Салониками и Константинополем оставались проблемными, а местная аристократия Салоник стремилась сохранить свои обширные привилегии, которые, по мнению современных учёных, сводились к фактической автономии города. Ослабление центральной власти и центробежные тенденции были характерны для Византии предшествовавшего столетия. В Салониках стремление к независимости от имперской столицы проявилось ещё во времена движения зилотов в середине XIV века и усилилось во время правления Мануила II в 1382—1387 годах. После возвращения под византийский контроль Салоники и прилегающая область были переданы Иоанну VII Палеологу. После его смерти в 1408 году ему наследовал третий сын Мануила, деспот Андроник Палеолог, наставником которого до 1415 года был Димитрий Ласкарис Леонтарис. В этот период Салоники, несмотря на два нападения — в 1412 году Мусы Челеби и 1416 году во время восстания Мустафы Челеби против Мехмеда I — переживали период относительного мира и процветания, пока в османской Турции шла гражданская война. После окончания междуцарствия и победы Мехмеда I османское давление на город вновь возросло. Как и во время осады 1383—1387 годов, жители города разделились на сторонников сопротивления при помощи «латинян» и сторонников сдачи османам.

## Осада

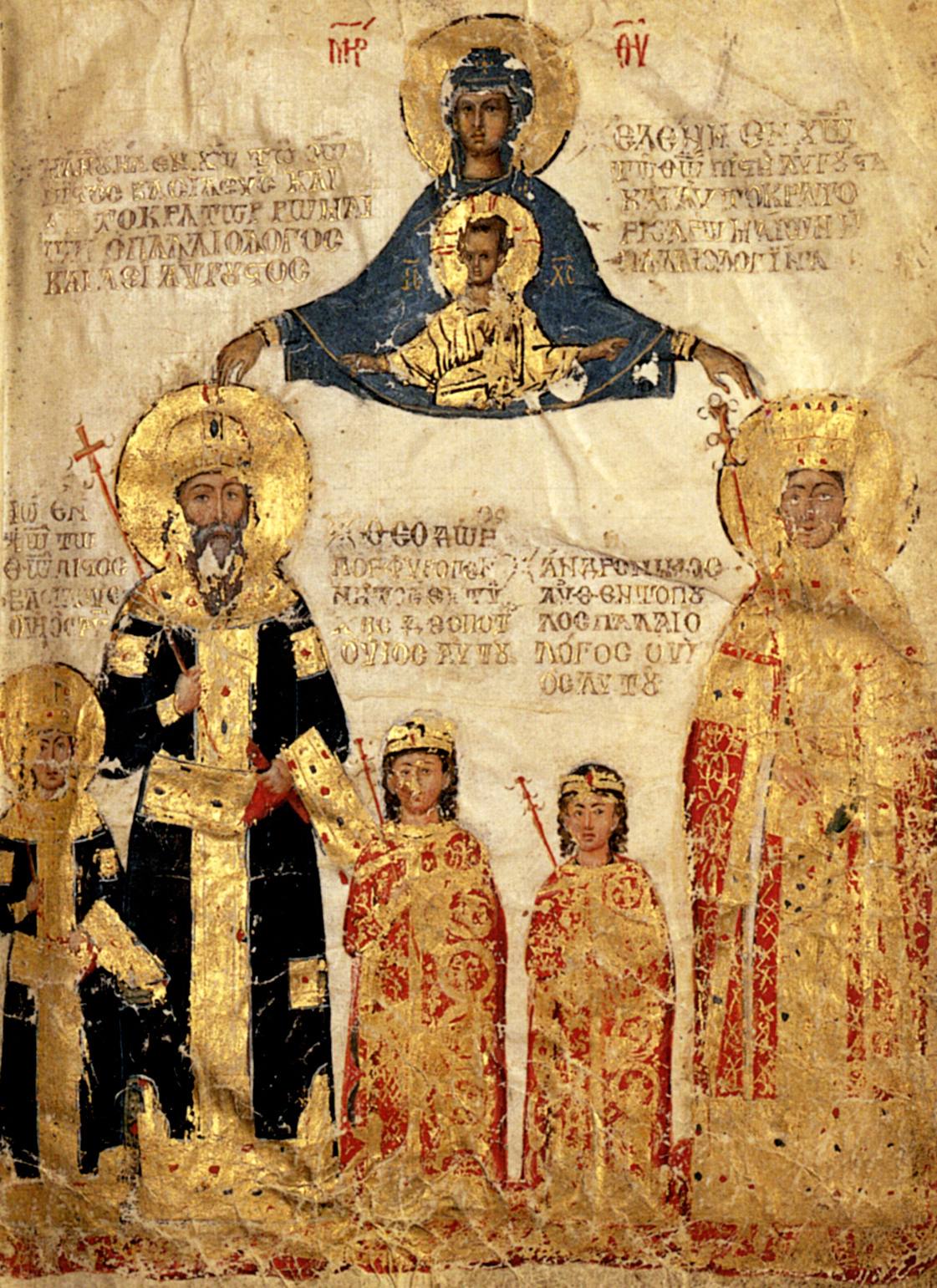
Миниатюра (около 1404 г.), на которой изображён император Мануил II Палеолог (второй слева) со своей семьёй: его старший сын и соправитель Иоанн VIII — первый слева, а деспот Андроник — четвёртый

### Начало осады и передача города Венеции
Победитель в Османской гражданской войне, Мехмед I, поддерживал хорошие отношения с византийцами, однако после его смерти ситуация изменилась. Османским султаном стал сын Мехмеда, Мурад II, а Иоанн VIII Палеолог, фактический регент больного Мануила II, поддерживал Мустафу Челеби как соперника Мурада. После победы над Мустафой Мурад решил наказать византийцев и 10 июня 1422 года осадил Константинополь. Осада длилась почти три месяца, до 6 сентября. Одновременно с осадой Константинополя, в июне 1422 года, Бурак-бей, сын Эвреноса, при помощи других османских уджбеев на Балканах осадил Салоники и разорил предместья города и западную часть полуострова Халкидики.
По словам епископа Симеона, он и деспот Андроник неоднократно посылали просьбы о помощи в Константинополь, но имперское правительство испытывало нехватку ресурсов и было занято собственными проблемами. В конце концов, в город прислали одного офицера (его имя не сохранилось) без войск и средств. Его предложение создать общий фонд граждан для обеспечения обороны встретило сильное неприятие, особенно со стороны богатых аристократов, на которых возлагались основные расходы. Простые люди также оказались не готовы нести траты, а когда распространился слух, что османы предложили мирное соглашение при условии, что деспот Андроник покинет город, жители даже устроили беспорядки в пользу договорённости с османами.
В этот момент группа аристократов убедила деспота обратиться за помощью к Венецианской республике. Инициатива, вероятно, была предпринята за спиной императора. Весной 1423 года через венецианскую колонию Негропонте деспот переслал венецианцам предложение передать им город. Согласно условиям, которые оговаривал Андроник, жители сохраняли имущество, обычаи и привилегии, а также права на свободу торговли, на въезд и выезд. Также Андроник просил сохранить положение православной церкви и защищать город от османов. Утверждение летописца XVI века Псевдо-Сфрандзи, что Андроник продал город за 50 тысяч дукатов, часто принималось учёными до середины XX века. Однако, как показали исследования К. Мерциоса и П. Лемерля, Сфрандзи — единственный источник, который упоминает продажу, в оригинальных документах по делу сведения об оплате отсутствуют. Вместе с тем, венецианские посланники, назначенные для наблюдения за передачей, были уполномочены предоставить Андронику ежегодную субсидию в размере 20-40 тысяч асперов из дохода города, если он об этом попросит.
Предложение достигло Венеции в подходящее время. Выборы дожа Венеции 15 апреля 1423 года поставили во главе республики Франческо Фоскари, сторонника активной антиосманской политики. Большинство в Большом совете Венеции придерживалось более осторожной позиции, опасаясь неизбежных торговых потерь при открытой войне с османами. После Четвёртого крестового похода венецианцы перешли к политике приобретения форпостов, крепостей и островов распадавшейся Византийской империи, что обеспечивало торговые базы для связи Венеции с востоком. Некоторое время Венеция рассматривала Салоники как такую возможную базу, тем более что падение Константинополя выглядело весьма вероятным. Таким образом, в 1419 году Венеция восстановила в городе баилат во главе с венецианским гражданином местного греческого происхождения Джорджио Филомати, а после его смерти в 1422 году — его братом Димитрием.
7 июля Большой совет рассмотрел и принял предложение Андроника. Совет направил в венецианские колонии в Эгейском море — Негропонте, Навплион, Тинос и Миконос, а также вассалу, герцогу Наксосскому, уведомления для подготовки кораблей к захвату города. Байло в Константинополе было поручено согласовать операцию с императором Мануилом. Неделю спустя проведиторами (полномочными посланниками) были назначены Санто Веньер и Никколо Джорджио, им поручили отправиться в Салоники, чтобы занять город и организовать его оборону. Затем Джорджио должен был оправдать перед султаном приобретение Салоник, представив его как способ предотвратить захват города враждебными Мураду христианами. Посланники должны были также договориться о мире как между султаном и республикой, так и между султаном и императором Мануилом. Мануил, очевидно, согласился на это предложение, поскольку 14 сентября 1423 года шесть венецианских галер в сопровождении одной византийской галеры и множества мелких судов вошли в гавань Салоник. Жители города приветствовали венецианцев как спасителей. Для горожан венецианское правление означало не только безопасность от османов (около 5000 османских войск осаждали город), но, что более важно, безопасные и непрерывные поставки.
Тем не менее, большая часть населения поддерживала соглашение с османами. В период османской оккупации 1387—1403 годов османы были милостивы к жителям города, не навязывали смену веры, предоставляли им льготы; сторонников капитуляции в городе было много. Как писал Симеон, жители города «возмущались и роптали против властей, даже напали на меня целой толпой, продолжая бунтовать, угрожали сокрушить святые церкви и нас вместе с ними, если мы не выполним их волю». В трудах Симеона говорится, что в то время многие жители бежали к османам. Среди них были даже представители знати: византийский историк Дука писал, что вскоре после захвата города венецианцы заключили в тюрьму четырёх аристократов во главе с некими Платискалитами за связи с османами. Четверо салоникцев были сосланы сначала на Крит, а затем в Венецию и Падую. После падения Салоник в 1430 году двоих выживших освободили. В современном событиям венецианском Кодексе Морозини рассказывается о заговоре во главе с Андроником, целью заговорщиков, якобы, было передать город туркам. Историк Д. Николь назвал этот заговор «клеветническим». Как сообщалось в кодексе, заговор был раскрыт в ноябре 1423 года, Андроника отправили в Навплион (Морея), а его сторонники были изгнаны.

### 1424 год. Позиция султана
Венецианцы надеялись получить от османов признание венецианской принадлежности Салоник. Однако когда Николо Джорджио прибыл ко двору султана, предположительно в феврале 1424 года проведитор, он был арестован Мурадом и заключён в тюрьму. Османы отказались признать передачу, посчитав её незаконной. По словам Дуки, Мурад ответил:
Этот город является моим отчим достоянием. Мой дед Баязид могуществом своей руки вырвал его у римлян [византийцев]. Если бы римляне одержали победу над мной, у них была бы причина воскликнуть: «Он несправедлив!» Но вы, латиняне из Италии, почему вы проникли в эти части? Я оставляю вам выбор — уйти. Если вы этого не сделаете, скоро приду я.
Когда в Венецию пришло известие об аресте Джорджио, Большой совет решил заменить его и Веньера. После отказа от постов Якопо Тревизано и Фантино Михиэля герцогом (губернатором) города в мае 1424 года на двухлетний срок был назначен Бернардо Лоредано, а капитаном (военным командиром) — Якопо Дандоло. Веньеру было поручено добиться освобождения Джорджио и признания султаном венецианского контроля над Салониками, окружающими деревнями и фортом Хортиати (на горе Хортиати). Взамен венецианцы соглашались платить ежегодно дань от 1000 до 2000 дукатов и раздавать ежегодные дары главным османским чиновникам. Те же самые инструкции получил новый генерал-капитан флота Пьетро Лоредано, который отплыл в Салоники. При обнаружении признаков осады Лоредано должен был согласно инструкции напасть на Галлиполи (где он ранее одержал крупную победу в 1416 году), чтобы препятствовать переправе османских войск через Дарданеллы и, по возможности, спровоцировать антиосманские действия со стороны правителей соседних государств. Чтобы подчеркнуть тот факт, что Венеция не желала войны, Лоредано должен был сообщить местным османским чиновникам, что причиной его действий были заключение Джорджио и осада Салоник (поскольку город венецианцы приобрели на законных основаниях).
Между тем, несмотря на действия Лоредано, ситуация в Салониках к октябрю 1424 года была настолько сложной, что Большому совету пришлось санкционировать отправку в город от 150 до 200 солдат, а также продовольствия, боеприпасов и денег.

### Усилия по подготовке крестового похода
Конфликт между османами и Венецией из-за контроля над Салониками длился шесть лет: османы блокировали и атаковали Салоники с суши, пытаясь заставить город сдаться, а республика отправляла посольства, чтобы добиться признания её владения Салониками в обмен на ежегодную дань. Чтобы подкрепить свои дипломатические усилия, венецианцы пытались усилить давление на султана, вызывая неприятности на османских границах, финансируя организацию антиосманского крестового похода и направляя свой флот для атак Галлиполи. Османы тоже попытались отвлечь Венецию, начав набеги на их владения в Эгейском море.
Венецианцы имели добровольного союзника в лице Джунейда, правителя бейлика Айдынидов в западной Анатолии. Джунейд был способным и энергичным правителем, который пытался сформировать антиосманский союз с другим бейликом, Караманидами, и спровоцировать продолжение Османской гражданской войны, отправив очередного в Румелию претендента на османский трон, «турка по имени Исмаил» (как заявлял Джуннейд — «сына Мустафы», возможно, потомка Мустафы-челеби). В ходе этого конфликта Мурад объединился с конкурентом Венеции, республикой Генуя, чтобы заблокировать выход к морю Джунейду и не дать Исмаилу отплыть. Весной 1425 года Джунейд был окончательно разбит и погиб, Венеция лишилась его помощи. В феврале 1424 года Мурад заключил мир с византийцами, которые вернули почти все земли, приобретенные ими в 1403 году.
Между тем усилия по проведению крестового похода не дали результатов. И Венеция, и Венгрия пытались воспользоваться слабостью османов и беспорядками на Балканах для расширения своих территорий. В период между 1412 и 1420 годам Венеция захватила у Венгрии Зару, Сплит и другие далматинские города. Эта политика привела республику к конфликту с деспотом Сербии Стефаном Лазаревичем (между 1420 и 1423 годами), последний обратился за помощью к османам. Императоры Мануил II и Иоанн VIII вместе с королем Польши Владиславом II Ягелло пытались добиться примирения между Венецией и Сигизмундом, но тщетно. Когда его анатолийским владениям Мурада II уже ничто не угрожало, он перешел в контрнаступление, и только в 1425 году Венеция признала необходимость союза с Сигизмундом. Несмотря на дополнительное давление со стороны Савойи и Флоренции, Сигизмунд отказался. Этот конфликт позволил османам вернуть Сербию и Боснию в вассальную зависимость, и после того, как Мурад остановил наступление Сигизмунда при осаде Голубаца в 1428 году, между двумя державами было заключено перемирие.

### 1425 год
13 января 1425 года венецианцы решили снарядить 25 галер на следующий год, что стало необычно большим и дорогим предприятием. Генерал-капитаном был назначен Фантино Микель. Флот отплыл в апреле, ему было поручено урегулировать дела в венецианских колониях и заверить салоникцев в венецианской поддержке. Микель должен был связаться с султаном и преподнести в дар значительные суммы великому визирю Чандарлы Ибрагиму-паше и другим османским визирям и высокопоставленным чиновникам при дворе, чтобы создать благоприятное отношение. Республика предложила ввернуть солончаки, которые ранее контролировал султан, а также дань в размере 100 000 асперов, которые платил деспот Андроник. Однако венецианцы не соглашались разрешить деятельность в городе кади, как это имело место при Андронике, и настаивали на восстановлении таможенных постов у городских ворот. Михиэлю была поставлена задача обеспечить освобождение венецианских граждан, взятых в плен во время османского рейда в Морею в марте прошлого года, и вновь подтвердить прежний мирный договор 1419 года, включая, если возможно, возвращение крепости Бодоница её правителю, Никколо III Дзордзи.
В июле 1425 года десять венецианских галер под руководством Михиэля предприняли экспедицию на восток вдоль берегов Македонии: венецианцы обнаружили Иерисос, оставленный османским гарнизоном, но полный припасов, которые они загрузили на свои корабли. После поджога города и пяти других окрестных фортов флот двинулся на Хрисополь. Венецианцы обнаружили замок, в котором находились 400 османских сипахов под командованием Исмаила-бея. Первая попытка высадки во главе с Алвизо Лоредано была отбита, и только после сбора всех кораблей венецианцы смогли сломить сопротивление гарнизона в сражении, длившемся 4 часа. Погиб 41 турок, включая Исмаила-бея, 30 человек были взяты в плен. Укрепив крепость и оставив гарнизон из 80 пехотинцев и 50 арбалетчиков, флот отступил. Османы вскоре вернулись с подкреплением в 10-12 тысяч человек, и примерно через двадцать дней осады штурмом захватили замок. Спастись никому не удалось, половина венецианцев погибла, а остальные были взяты в плен.
21 июля Мануил II умер, а Иоанн VIII формально стал императором. В ответ Мурад, который был глубоко враждебен по отношению к Иоанну, развернул свои силы для набегов на Салоники и Зетуни. В то же время греки из Салоник направили посольство в Большой совет, чтобы пожаловаться на нарушения их прав герцогом и капитаном. Среди прочего, они настаивали, чтобы венецианцы укрепили Кассандрию на западной части Халкидики для защиты полуострова Кассандра от османских набегов. В ответ Михиэль занял форт Кассандрии, который он укрепил, построив два небольших форта в этом районе. Затем он осадил замок Платамон, расположенный на противоположной стороне залива Термаикос, поджег его основную башню, когда османский гарнизон отказался сдаться, и взял замок штурмом. Платамон был восстановлен, но, вероятно, вскоре заброшен, так как в источниках он больше не упоминается. По просьбе Микеля Большой совет послал 200 человек из Падуи в Салоники и форты Кассандрии и уполномочил генерал-капитана содержать четыре галеры в этом районе. Из его писем в Большой совет видно, что Микель одновременно вел переговоры с османами, в рамках которых он предлагал 20 000 асперов в год санджакбею Фессалии Турахану-бею и великому визирю. В то же время в Салоники прибыл поддержанный венецианцами претендент на османский трон Мустафа, называвший себя сыном султана Баязида. Мустафа начал совершать из города налёты на отряды Мурада, но после того, как Мустафа и венецианский капитан едва не попали в плен, 3 сентября Большой приказал прекратить вылазки и держать ворота города закрытыми.

### 1426—1427 годы

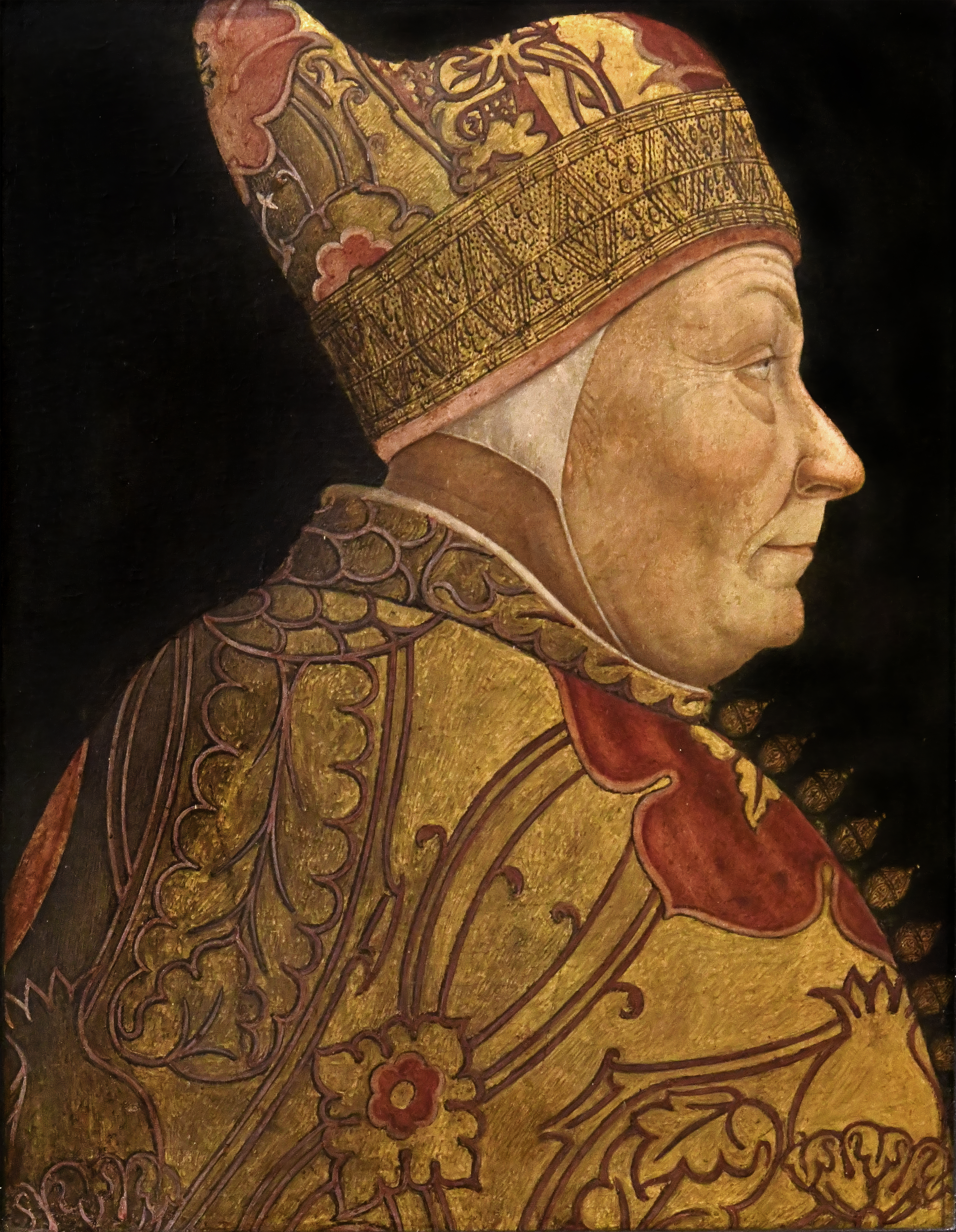
Франческо Фоскари, Дож Венеции в период конфликта.

В апреле 1426 года Микель был близок к соглашению с османским губернатором в Галлиполи. В соответствии с соглашением, республика сохраняла за собой Салоники в обмен на 100 000 асперов в год, а турки, живущие в городе, получали право на разрешение споров их собственными кади, а также на свободное и не облагаемое налогом передвижение торговцев. Однако переговоры вновь провалились, поскольку османы настаивали на своем контроле над Кассандрой и Хортиати, которые они намеревались использовать в качестве плацдарма для возможного захвата города. В то же время османы начали атаку на город, где, по сообщениям, находилось 30 000 человек, но присутствие в городе пяти венецианских галер, возможно, вооруженных небольшими пушками, помогло защитникам отразить нападение. Согласно докладу Лоредано и Дандоло в Большой совет, 700 арбалетчиков стояли на стенах, и более 2000 турок были убиты.
6 мая были избраны новый герцог и капитан города: Паоло Тревизан и Паоло Орио. В июле 1426 года новый венецианский генерал-капитан Андреа Мочениго получил указание возобновить переговоры и уступить османам владение Кассандрой и Хортиати. Мирное соглашение должно было иметь широкий охват, включать статус латинских правителей островов Эгейского моря, которые были венецианскими гражданами и вассалами. В противном случае Мочениго должен был напасть на Галлиполи. В августе деспот Сербии Стефан Лазаревич предложил свои услуги в качестве посредника. 28 ноября Мочениго удалось получить согласие Мурада на заключение мирного договора в рамках широкого соглашения, предложенного Михиелем, за исключением того, что Венеция будет выплачивать ежегодную дань в размере 150 000 дукатов, увеличивать ежегодные выплаты крупным османским чиновникам и сдать Хортиати.

### 1428—1429 годы
Несмотря на желание республики заключить мирный договор, месяцы и годы тянулись без соглашения. Бенедетто Эмо, назначенный послом к султану в июле 1427 года с целью утверждения договора, был заменен в августе 1428 года Якопо Дандоло. В случае необходимости Дандоло было дано указание дополнительно увеличить дань до 300 000 асперов и общую сумму подарков с 10 000 до 15 000 дукатов и ещё 2 000 дукатов в качестве ежегодных. Дополнительные суммы могут быть предложены в обмен на владение окрестностями Салоник, Кассандры и солончаками. Дандоло добился не большего успеха, чем его предшественник: султан потребовал от него сдачи Салоник, и когда Дандоло ответил, что у него нет полномочий делать это, султан бросил его в тюрьму, где его оставили умирать.
На протяжении всего конфликта османы совершали постоянные набеги на венецианские владения в Албании. В начале весны 1428 года османский флот предпринял крупный рейд против венецианских владений в Греции: флот, содержавший от 40 до 65 судов, совершил набег на остров Эвбея и захватил около 700 венецианских граждан, прежде чем совершить набег на окрестности двух венецианских форпостов, Модон и Корон, на юго-западе Мореи. 22 апреля, когда новости прибыли в Венецию, было принято решение отправить охранный флот из 15 галер под командованием Андреа Мочениго для охоты на османских рейдеров. В это время османская угроза с моря стала особенно острой из-за дезертирства герцога Наксосского, Джованни II Криспо. Хотя он и был венецианским гражданином и вассалом республики, усиление османского давления на его владения вынудило Большой совет разрешить ему заключить отдельный мирный договор с османами. Криспо был вынужден помогать османам в их набегах и прекратил сообщать венецианцам в Эвбее о предстоящих османских набегах с помощью маяков. В начале марта 1429 года османский флот появился у Салоник и захватил два венецианских судна.
По словам венецианского сенатора Андреа Суриано, Венеция тратила в среднем 60 000 дукатов в год на этот, казалось бы бесплодный конфликт, но сами венецианцы не решались полностью отдать свои ресурсы Салоникам из-за их близости к центру османской державы. Венеция продолжала конфликт с Миланским герцогством из-за контроля над северной Италией. Республика долго пыталась избежать объявления войны османам, но теперь у неё не было иного выбора: Дандоло был заключён в тюрьму, угроза от османского флота росла, генуэзские колонии на Хиосе и Лесбосе были готовы оказать помощь. Война султана с Венгрией дала понять венецианцам, что султан готовится решить вопрос о Салониках силой. В результате 29 марта 1429 года Большой совет проголосовал за официальное объявление войны султану и приказал задействовать больше кораблей.
11 мая перед Большим Советом предстал человек (вероятно, самозванец), называвший себя Мустафа, который получил 150 дукатов за свои услуги. Первые три пары аристократов, выбранные на должности герцога и капитана Салоник, отказались их занять, несмотря на штраф, наложенный за отказ, что четко показывало нежелание венецианской знати браться за эту невыгодную и опасную задачу. 4 июня, наконец, выбранные на должности Паоло Контарини и Андреа Донато согласились принять должности. 1 июля Мочениго атаковал османские корабли в Галлиполи. Он заставил свой флагман прорваться через частокол, защищающий якорную стоянку Османской империи, однако другие венецианские суда не последовали за ним, вынудив Мочениго уйти с большими потерями. Даже в этот момент Венеция не полностью включилась в конфликт: когда в январе 1430 года Суриано предложил вооружить флот из 12 галер (семь должна была снарядить Венеция, три — Крит, по одному — Зара и Шибеник) и двух больших судов и вести более решительные действия против османов, его предложение было отклонено. Вместо этого Большой совет поручил новому генерал-капитану Сильвестро Морозини добиваться посредничества византийского императора для урегулирования конфликта с османами в духе предыдущих соглашений.
Венецианцы пытались заключить союзы с другими региональными правителями, которые боялись османского экспансионизма. Воспользовавшись тем, что османы занялись осадой Голубаца, Ибрагиму II из Карамана удалось получить контроль над территорией бывшего бейлика Хамидидов, и в августе 1429 года при посредничестве кипрского короля Януса венецианцы предложили Ибрагиму союз против Мурада. Однако перспектива такого союза между венецианцами, киприотами и Караманидами привела к сближению османов с другой крупной мусульманской силой Восточного Средиземноморья, мамлюками Египта, и оба государства совместно противостояли латинскому присутствию в этом регионе. Венецианцы также пытались повлиять на Мурада с целью достижения мира, используя угрозу, исходившую от амбиций Шахруха, сына Тамерлана, после того, как поражение последнего правителя Кара-Коюнлу в сентябре 1429 года почти сделало Шахруха соседом анатолийских владений османов. По слухам, он не только хотел восстановить господство своего отца над регионом, но и пересечь османские территории в Румелии и вернуться в Азербайджан через северный берег Чёрного моря. После того, как Шахрух отправился зимовать в Азербайджан, Мурад приказал бейлербею Хамзе-бею вывести свои войска из Анатолии в Европу в феврале 1430 года и направил его против Салоник.

### Салоники под венецианским правлением
В Салониках осада привела к большим бедствиям, и население вскоре стало недовольным своими новыми хозяевами. К зиме 1426—1427 годов в осажденном городе начался голод. Салоникцам пришлось питаться только хлебом, и даже это оказалось проблематичным — власти были вынуждены просить Венецию присылать больше партий пшеницы. Из-за крайней нищеты среди греческого населения начались волнения, и даже те, кто прежде приветствовал венецианцев, начали колебаться. Нехватка продовольствия поставила под угрозу оборону города, так как многие из наемных солдат на городских стенах, которым Венеция платила пшеницей вместо наличных, переходили на сторону османов, когда их пайки задерживались. Эта проблема обострялась, и ко времени последнего османского нападения в 1430 году у многих солдат не было оружия, потому что они продали его за еду.
Лишения привели к исходу населения города, так как граждане, имевшие возможность покинуть страну, продали свое имущество и бежали в Константинополь, другие контролируемые венецианцами греческие территории или к туркам. По оценкам современных итальянских источников, из 20-25 тысяч человек (или даже из 40 тысяч человек) к 1429/30 году осталось только 10-13 тысяч человек. Венецианские власти попытались положить этому конец, запретив жителям покинуть город, запретив все продажи, закладные и передачи имущества, как движимого, так и недвижимого, и уничтожали дома и другую собственность — даже деревья — людей, которые покинули город. Они надеялись, что разрушение послужит сдерживающим фактором для тех, кто остался позади. В сочетании с несколькими случаями произвола и спекуляций со стороны венецианских властей эти меры помогли ещё больше оттолкнуть салоникцев. К апрелю 1425 года византийский церковный чиновник, у которого семья бежала из города, написал о «порабощении города венецианцами», и подобные слова о венецианской тирании нашли отражение во всех современных византийских источниках. Посольство салоникцев в июле 1425 года представило список жалоб и требований (всего 21), в том числе о фиксированном рационе зерна для бедных, снижении налоговых сборов, приостановлении задолженностей и связанных с долгами пеней на период осады. Закрытие ворот означало, что люди больше не могли получить доступ к своим полям, которые, к тому же, были опустошены турками. На заседании 23 июля 1425 года Большой совет удовлетворил многие из их требований и потребовал, чтобы должностные лица города уважали обычаи и права граждан и координировали действия по управлении городом с местным советом из двенадцати дворян.

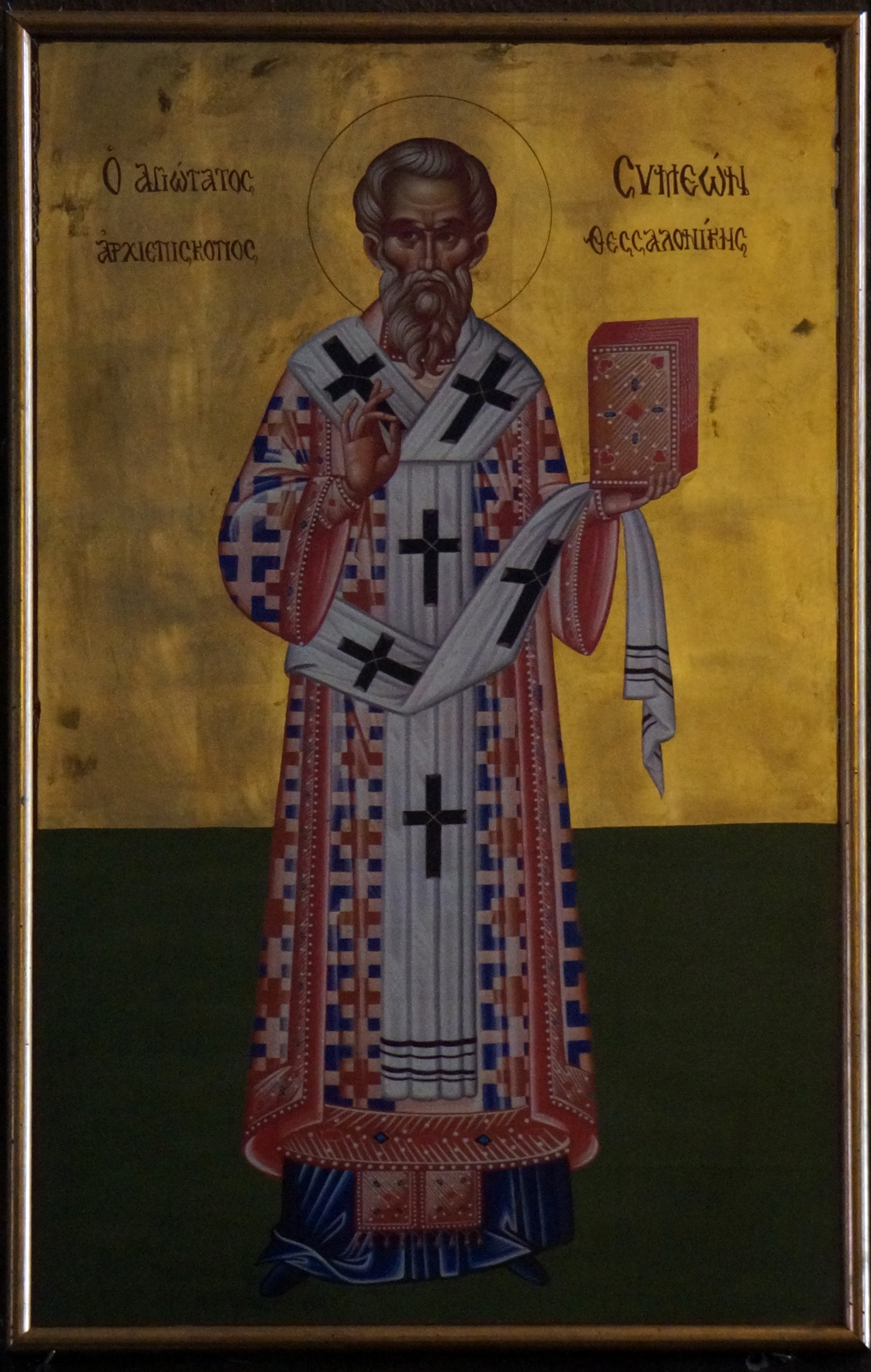
Симеон Солунский

Каковы бы ни были венецианские усилия по обеспечению мира, салоникцы понимали, что Мурад никогда не смирится с венецианской оккупацией Салоник. Вскоре сложилось мнение, что, поскольку Салоники рано или поздно должны оказаться в распоряжении турок, было бы предпочтительнее мирно сдаться сразу, чтобы избежать возможных последствий насильственного взятия города. Поскольку обстановка в городе ухудшались, такие настроения распространились среди салоникцев. Об этом свидетельствуют труды архиепископа Симеона, который сообщал, что во время одного нападения в 1425 или 1426 году многие граждане (в том числе некоторые из тех, кто охранял стены) бежали к османам. Симеон играл важную роль в качестве представителя и лидера населения города во время осады. Будучи исихастом, он выступал против передачи города католикам-венецианцам, опасаясь их «развращающего» влияния. Архиепископ стремился укрепить православную веру своей паствы в борьбе как против латинян-венецианцев, так и против мусульман-турок, и пробудить их волю к сопротивлению. Он организовал литии, в которых выставлял городскую икону Одигитрии, и выступал с проповедями о спасении города от предыдущих осад благодаря вмешательству его покровителя Димитрия Солунского. В результате он стал ведущим сторонником сопротивления, и, несмотря на его неприязнь к латинству, венецианцы считали его «самым преданным слугой Республики». Его смерть в сентябре 1429 года способствовала растущей деморализации и стала для населения предзнаменованием падения города.
Летом 1429 года салоникцы отправили второе посольство в Венецию, чтобы пожаловаться на ограничения на въезд и выезд из города, продолжавшиеся нарушения их прав, вымогательство со стороны венецианских властей, плохое положение с поставками, пренебрежение ремонтом городских укреплений и нехватки как военных складов, так венецианских наемников, которые были в контакте с турками за стенами. 14 июля Большой совет дал в основном обнадёживающие ответы на список из 31 требования, но растущее недовольство греческого населения венецианским правлением было очевидным. Очевидец Иоанн Анагност сообщал, что к зиме 1429 года большинство населения было согласно сдаться туркам. Султан Мурад был осведомлён о ситуации в Салониках и дважды отправлял служивших ему христиан в город, чтобы спровоцировать мятеж против венецианцев. Однако, как пишет Анагност, население к тому времени сократилось и было разобщено. При подготовке обороны города венецианские чиновники, которые не были уверены в надёжности греков, отделили их от венецианцев, и поместили между ними специальных охранников, цетариев, и дали им право убивать любого, кто выступает за капитуляцию. Эти действия лишь усилили недовольство местного населения.

## Падение города
Вызванный из Анатолии в Серез бейлербей Анатолии Хамза-бей носил прозвище «Завоеватель Измира» (тур. İzmir fatihi) за победу над Джунейдом в 1424 году. Став командующим, Хамза-бей осадил город и велел с помощью стрел отправлять за стены послания, призывавшие жителей сдаться, обещая, что их жизнь и имущество не пострадают. Хамза-бей осаждал город 40 дней. 17 марта 1430 года эскадра из трёх галер под командованием Антонио Дьедо прибыла, чтобы укрепить город, но безрезультатно. Количество защитников города было таково, что их хватало только для половины или трети амбразур, у них не было ни вооружения, ни духа. Известие о приближении Мурада во главе армии, по слухам, насчитывающей 190 тысяч человек, вызвало массовый ужас среди населения. Султан прибыл к Салоникам в воскресенье, 26 марта, вскоре после полудня. Вероятно, он был осведомлён о недовольстве в городе от греческих перебежчиков. Султан, видимо, ожидал, что простое появление его армии заставит город сдаться или подать сигнал о восстании населения против венецианского гарнизона. Поэтому он послал христиан, чтобы уговорить жителей сдаться, но их отогнали стрелами со стен, прежде чем они смогли договорить. Затем султан начал подготовку к штурму города, длившуюся три дня. 28 марта Мурад послал ещё одно предложение о капитуляции, которое тоже было отклонено. В ту же ночь в город вошёл младший офицер, чтобы сообщить венецианским командирам, что турки подготовили шесть судов на реке Вардар для использования против венецианских галер в гавани, которые остались без защиты, поскольку все имеющиеся силы были сосредоточены в укомплектовании защиты городских стен. Венецианские командиры приказали Диедо и его людям уйти со стены, чтобы защищать корабли и оборонять гавань. Однако они не уведомили население, и около полуночи христиане из османского лагеря подошли к стенам и объявили, что последний штурм состоится на следующий день с суши и моря. Весть распространилась по всему городу и испугала жителей, которые провели всю ночь в церквях. Паника распространилась ещё больше, когда в городе стало известно о уходе Диедо и его людей со стен в гавань. В отсутствие другой информации, салоникцы полагали, что венецианцы готовились бросить их и бежать. В результате ряд защитников просто отказались от своих позиций на стенах и вернулись в свои дома.
Ещё до рассвета 29 марта 1430 года османы начали атаку под командованием Синана-паши, бейлербея Румелии. Одновременно были атакованы стены города по всему периметру. Как гласил доклад венецианскому Большому совету, «одного их боевого клича было бы достаточно, чтобы потрясти до основания ещё больший и более густонаселённый город, чем Салоники». Основной удар атаки пришёлся на восточный участок стен (между башней Тригонион и местом, где впоследствии возвели крепость Гептапиргион), который был менее укреплённым, чем остальные, и который было легче всего разрушить. Султан лично руководил нападавшими с этой стороны. Османы выдвинули осадные машины, и использовали лестницы и доски, чтобы штурмовать стены. Решающим фактором оказалась османская стрельба из лука, поскольку стрелы поражали защитников на стенах, которые смотрели через зубцы. В результате защитники бросали камни и стреляли вслепую, а затем начали постепенно покидать свои позиции. Наконец, на четвёртый час османские войска прорвались в нескольких местах. Согласно Анагносту, первые османы поднялись на стену в восточной части, которая была оставлена почти беззащитной.
Согласно местной устной традиции, город пал из-за предательства монахов Влатадона, которые посоветовали султану перекрыть подземные трубы, по которым город снабжался водой с горы Хортиатис, в то время как султан уже отчаялся и готовился снять осаду. Никаких следов этого не сохранилось в исторических источниках, но рассказ, вероятно, отражает готовность значительной части населения сдаться османам.
Во время резни венецианцы бежали в гавань — «один в мантии, другой в нижней рубашке» — как говорится в докладе Большому совету. Многим удалось выбраться из города и добраться до Негропонте на кораблях Диедо. Другим повезло меньше: венецианцы потеряли более 270 человек только из экипажей галер. Погибло несколько высокопоставленных чиновников, в том числе сын герцога Паоло Контарини и Леонардо Градениго, капитан одной из галер. Подробная информация об осаде была предоставлена письмом, отправленным венецианцами Негропонте в Венецию 2 апреля после прибытия туда беженцев, и в свидетельстве очевидца, Иоанна Анагноста. По возвращении в Венецию двум венецианским командирам Салоник предъявили обвинения в халатности и они были заключены в тюрьму, однако, скорее всего, были оправданы, поскольку к 1432 году оба снова активно занимались политикой в республике.

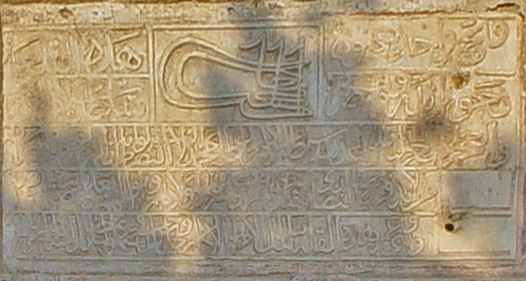
Надпись с тугрой Мурада на стене крепости, построенной в 1431 году в городе

Согласно обычаю, грабёж взятого штурмом города продолжался три дня. По словам Анагноста, 7 тысяч жителей, включая его самого, были взяты в плен для продажи на рабских рынках на Балканах и в Анатолии, хотя многие из них впоследствии были выкуплены деспотом Сербии Георгием Бранковичем. Городские памятники сильно пострадали, особенно базилика Святого Димитрия — солдаты разграбили их, забрав все ценные предметы. Этот ущерб был усугублён позже, когда султан приказал снять с них мраморные детали и доставить в его столицу, Адрианополь, чтобы вымостить дорогу. На четвёртый день султан Мурад сам вступил в город и помолился в базилике Ахиропиитос, которую превратили в первую в городе мечеть . Затем султан восстановил порядок, выселив солдат из занятых ими домов и вернув дома владельцам. После осады в городе осталось только 2 тысячи человек, многие из которых приняли ислам. Султан вскоре принял меры для заселения города. Он пообещал вернуть имущество сбежавшим жителям, если они вернутся, а в некоторых случаях даже выкупил пленников из плена. Кроме того, он привлёк мусульманских и христианских поселенцев (из Яницы). Большое количество пустующих домов было конфисковано и передано поселенцам, в то время как из большинства основных церквей сделали мечети. Турки поселились в основном в верхней части города, откуда они могли лучше им управлять.

## Итоги
Венецианцы были застигнуты врасплох. Когда город пал, флот под командованием Морозини, отправленный на помощь, все ещё плыл вдоль западного побережья Греции. Получив известия о захвате Салоник Мурадом, Морозини повёл флот для блокады Галлиполи, чтобы перекрыть Дарданеллы. Тем не менее, венецианцы уже были готовы прекратить участие в невыгодном предприятии и вскоре приказали Морозини искать мира. В июле Хамза-бей подписал мирный договор с венецианцами (ратифицированный 4 сентября), согласно которому Венеция признала потерю Салоник, восстановила прохождение Дарданелл и признала османскую власть над Патрами в Морее с ежегодной данью 236 дукатов. В обмен на это венецианцы добились признания султаном своих владений в Албании: Дураццо, Скутари и Антивари.
После захвата Салоник османы продолжили расширение владычества над Западной Грецией. Спустя несколько месяцев после падения Салоник Хамзе-бею сдалась Янина, а Карло II Токко признал османский сюзеренитет над южной частью Эпирского деспотата вблизи Арты. Венеция постаралась передать под защиту Токко островные владения Занте и Кефалонию. На протяжении полсотни лет, до конца османско-венецианской войны в 1479 году, главной ареной противостояния между Венецией и османами стала жизненно важная для обеих держав Албания.
Салоники принадлежали Османской империи до октября 1912 года, когда во время Первой Балканской войны они были захвачены Королевством Греция. Оставшееся мусульманское население покинуло город во время греко-турецкого обмена в 1923 году.

## Комментарии
1. ↑  В это время у Венеции не было постоянного флота. Каждую зиму постоянные комитеты Великого совета Венеции подготавливали ежегодные заказы для так называемого «сторожевого флота» или «флота Персидского залива [Адриатическое море]». Затем Большой Совет проголосовал за предложения, размер флота и назначение генерал-капитана и капитанов камбуза («sopracomiti») для галер, которые должны быть экипированы в Венеции. Командиры галер, оборудованных венецианскими колониями, определялись местными колонистами.
2. ↑  Датировка падения города была предметом нескольких ошибочных толкований, но правильная дата предоставлена Джоном Анагностом, отчётом венецианских властей Негропонте о падении города и греческим письмом, найденным в Влатадоне. Некоторые ранние западные и турецкие историки, такие как Марк-Антуан Ложье и Леунклавиус[англ.], а также некоторые источники (такие как итальянская энциклопедия Treccani), ошибочно относят взятие города к 1429 году, а Мишель Лекьен[англ.] — к 1431 году. Австрийский востоковед Й. Хаммер без указания ссылок назвал дату 1 марта, в то время как некоторые венецианские историки отнесли его к 13 марта[122]
3. ↑  В источниках приводятся различные оценки общей стоимости конфликта для Венеции: Суриано писал о более 60 000 дукатов в год, «Кодекс Морозини» сообщает, что весь конфликт стоит 740 000 дукатов, а его автор утверждает, что он сам видел отчёты, подтверждающие эту цифру; Марино Санудо утверждал, что это число составляет 700 000, возможно, вслед за Морозини; в неопубликованной «Cronaca Zancaruola» названа сумма в 502 000 дукатов, в других хрониках записаны ещё более низкие суммы в 300 000 и 200 000 дукатов[137][138][139].